# 野矢茂樹
野矢 茂樹（のや しげき、1954年〈昭和29年〉9月15日 - ）は、日本の哲学者、論理学者。東京大学名誉教授。専攻は哲学、特に分析哲学。東京都出身。
東京大学大学院理学系研究科博士課程学位取得退学。ウィトゲンシュタイン研究の第一人者。言葉を基軸に哲学的思考を探究する。哲学書、論理学入門書の平易な解説も定評がある。著書に『語りえぬものを語る』（2011年）、『心という難問』（2016年）など。

## 経歴
1954年東京都生まれ。府中市立府中第六小学校、府中市立府中第五中学校、東京学芸大学附属高等学校を経て、東京大学理科一類に入学。1978年、東京大学教養学部教養学科基礎科学・科学哲学分科卒業。1985年、東京大学大学院理学系研究科科学基礎論専門課程博士課程単位取得退学。東京大学では大森荘蔵に師事する。
1987年、北海道大学文学部助教授。1990年、東京大学教養学部助教授。1996年、大学院重点化により東京大学大学院総合文化研究科助教授。1999年、東京大学大学院総合文化研究科教授。
2017年、『心という難問』により第29回和辻哲郎文化賞受賞。
2018年3月、東京大学を定年退官し、同大学名誉教授を授与される。その後、立正大学文学部哲学科教授に着任する。
2025年3月、立正大学を定年退官し、現在は同大学文学部哲学科および大学院文学研究科哲学専攻の非常勤講師となる。

## 哲学
- 大森荘蔵の弟子で、東京大学科学史・科学哲学研究室出身の分析哲学者である。ウィトゲンシュタインを中心に、クワイン、デイヴィッドソンなどもしばしば参照の対象とする。
- 平易な説明による哲学入門書や論理学入門書の執筆も多い。

## 禅
東京大学の学生時代には東京大学陵禅会に属し、禅を実践、陵禅会の顧問であった末木剛博にも人間的な影響を受けた。東大駒場の教員時代には、野矢は陵禅会の顧問を勤め、東京大学教養学部前期課程の教養ゼミに禅の実践を行っていた。

## 著作

### 単著
- 『論理学』東京大学出版会、1994年。ISBN 978-4130120531。
- 『心と他者』勁草書房、1995年。ISBN 978-4326152995。
  - 『心と他者』中公文庫、2012年。ISBN 978-4122057258。
- 『哲学の謎』講談社〈講談社現代新書〉、1996年。ISBN 978-4061492868。
- 『論理トレーニング』産業図書〈哲学教科書シリーズ〉、1997年。ISBN 978-4782802052。
- 『無限論の教室』講談社〈講談社現代新書〉、1998年。ISBN 978-4061494206。
- 『哲学・航海日誌』春秋社、1999年。ISBN 978-4393323014。
  - 『哲学・航海日誌 Ⅰ』中公文庫、2010年。ISBN 978-4122052994。
  - 『哲学・航海日誌 Ⅱ』中公文庫、2010年。ISBN 978-4122053007。
- 『論理トレーニング101題』産業図書、2001年。ISBN 978-4782801369。
- 『ウィトゲンシュタイン「論理哲学論考」を読む』哲学書房、2002年。ISBN 978-4886790781。
  - 『ウィトゲンシュタイン「論理哲学論考」を読む』ちくま学芸文庫、2006年。ISBN 978-4480089816。
- 『同一性・変化・時間』哲学書房、2002年。ISBN 978-4886790811。
- 『他者の声 実在の声』産業図書、2005年。ISBN 978-4782801543。
- 『入門! 論理学』中央公論新社〈中公新書〉、2006年。ISBN 978-4121018625。
- 『大森荘蔵-哲学の見本』講談社〈再発見日本の哲学〉、2007年。ISBN 978-4062787536。
  - 『大森荘蔵--哲学の見本』講談社学術文庫、2015年。ISBN 978-4062923095。
- 『語りえぬものを語る』講談社、2011年。ISBN 978-4062170956。
  - 『語りえぬものを語る』講談社学術文庫、2020年。ISBN 978-4065216156。
- 『哲学な日々−− 考えさせない時代に抗して』講談社、2015年。ISBN 978-4062198172。
- 『心という難問−− 空間・身体・意味』講談社、2016年。ISBN 978-406220078-3。
- 『大人のための国語ゼミ』山川出版社、2017年。ISBN 978-4-634-15121-5。
- 『まったくゼロからの論理学』岩波書店、2020年。ISBN 978-40002-4829-7
- 『ウィトゲンシュタイン 『哲学探究』という戦い 』岩波書店、2022年。ISBN 9784000240635
- 『言語哲学がはじまる』岩波書店〈岩波新書〉、2023年。ISBN 978-4004319917

### 共著
- 『「語りえぬもの」からの問いかけ-東大駒場「哲学・宗教・芸術」連続講義』講談社、2002年。ISBN 978-4062107556。
- 『はじめて考えるときのように-「わかる」ための哲学的道案内』PHPエディターズグループ、2001年。ISBN 978-4569614670。
  - 絵・植田真、哲学絵本。PHP文庫で再刊、2004年
- 『ここにないもの-新哲学対話』大和書房、2004年。ISBN 978-4479391111。
  - 絵・植田真、哲学絵本。中公文庫で再刊、2013年
- 『哲学ということ』 第7巻、春秋社〈爆笑問題のニッポンの教養〉、2007年。ISBN 978-4062826020。
- 『言語学の教室 哲学者と学ぶ認知言語学』中央公論新社、2013年。ISBN 978-4121022202。

### 編著
- P. F. ストローソンほか 著、法野谷俊哉ほか 訳、門脇俊介 編『自由と行為の哲学』春秋社〈現代哲学への招待Anthology〉、2010年。ISBN 978-4393323243。
- 飯田隆ほか 編『大森荘蔵セレクション』平凡社〈平凡社ライブラリー〉、2011年。ISBN 978-4582767483。
- 『子どもの難問』中央公論新社、2013年。ISBN 978-4120045585

### 訳書
- F. ホイル・Ch. ウィクラマシンゲ『宇宙からの生命』青土社、1985年。
- S. B. コップ『ブッダに会ったらブッダを殺せ』青土社、1987年。
- ウィトゲンシュタイン『ウィトゲンシュタインの講義-ケンブリッジ1932‐1935年』 第2巻、勁草書房〈双書プロブレーマタ〉、1991年。ISBN 978-4326198849。
  - ウィトゲンシュタイン（アリス・アンブローズ編）『ウィトゲンシュタインの講義』講談社学術文庫、2013年。ISBN 978-4062921961。
- ウィトゲンシュタイン『論理哲学論考』岩波書店〈岩波文庫〉、2003年。ISBN 978-4003368916。

### 共訳書
- C. マッギン 著、植木哲也・塚原典央 訳『ウィトゲンシュタインの言語論-クリプキに抗して』勁草書房、1990年。ISBN 978-4326152339。
- A. ウエストン 著、高村夏輝・法野谷俊哉 訳『ここからはじまる倫理』春秋社、2004年。ISBN 978-4393323045。
- R. フォグリン 著、塩谷賢・村上祐子 訳『理性はどうしたって綱渡りです』春秋社、2005年。ISBN 978-4393323052。